# Nihilist
A Nihilist egy rövid életű svéd death metal együttes volt. Tagok: Lars Göran Petrov, Nicke Andersson, Leif Cuzner, Johnny Hedlund és Alex Hedlid. Ez a zenekar volt a jól ismert Entombed együttes elődje.
1987-ben alakultak meg Stockholmban, és 1989-ben már fel is oszlottak. A megmaradt tagok közül Hedlund megalapította az Unleashed zenekart, míg a többiek pedig az Entombed-et alapították meg. Leif Cuzner 2006-ban elhunyt. Az együttes három demót adott ki. 2005-ben készült egy válogatáslemez, amelyen mind a három demó megtalálható.

## Diszkográfia
- Premature Autopsy (demo, 1988)
- Only Shreds Remain (demo, 1989)
- Drowned (demo, 1989)
- Nihilist (1987-1989) (2005)